# Eanflæd
Eanflæd, född 626, död efter 685, var en drottning av Northumbria 642-670, gift med Oswiu av Northumbria.
Hon var dotter till Edwin av Northumbria. 
Hon blev som änka nunna i Whitby Abbey 670, och var dess abbedissa från 680. 
Hon räknas som helgon i katolska kyrkan. 